# Édouard Bonnefous
Édouard Jean-Henri Bonnefous (n. 1907 – d. 2007) a fost un politolog francez, membru de onoare al Academiei Române (din 1992).
1. 1 2  Edouard Bonnefous, Munzinger Personen, accesat în 9 octombrie 2017
2. 1 2  Edouard BONNEFOUS, Académie nationale de médecine, accesat în 9 octombrie 2017
3. 1 2  Autoritatea BnF, accesat în 10 octombrie 2015
4. 1 2  Edouard, Henri, Jean Bonnefous, base Sycomore, accesat în 9 octombrie 2017
5. 1 2  Édouard Bonnefous, Roglo
6. 1 2  www.academiedeversailles.com, accesat în 13 octombrie 2020
7. ↑  Who's Who in France